# Panchlora quadripunctata
Panchlora quadripunctata es una especie de cucaracha del género Panchlora, familia Blaberidae. Fue descrita científicamente por Stoll en 1813.

## Distribución
Habita en Brasil.